# ECHOES
ECHOES est un groupe de rock japonais actif de 1985 à 1991, dont le chanteur est Hitonari Tsuji alias Jinsei Tsuji, futur romancier à succès et réalisateur.

## Membres
- Jinsei Tsuji, chant et guitare, né le 4 octobre 1959
- Hiroki Itô, guitare, né le 9 avril 1963
- Toshihiko Iguro, basse, née le 20 octobre 1960
- Tsutomu Imagawa, batterie, né le 27 mars 1959

## Discographie

### Albums
- WELCOME TO THE LOST CHILD CLUB (1985/4/21)
- HEART EDGE (1986/6/1)
- No Kidding (1986/11/21)
- Goodbye gentle land (1987/5/21)
- HURTS (1988/4/21)
- Dear Friend (1989/4/21)
- EGGS (1990/4/8)

### Singles
- Bad-Morning (1985/4/21)
- Jack (1985/10/21)
- STELLA (1986/4/21)
- GENTLE LAND (1987/3/21)
- Foolish Game (1988/2/26)
- ZOO (1989/3/21)
- LOVIN' YOU (1990/9/21)
- ONE NITE DREAM (1991/2/21)

## Vidéo / DVD / LD
- FOOLISH GAME (1988/2/26)
- THE BORDER Vol.1 ECHOES LIVE AT SHIBUYA KOKAIDO (1988/9/21)
- THE BORDER Vol.2 ECHOES LIVE AT SHIBUYA KOKAIDO (1988/9/21)
- SELECTION (1989/10/8)
- LIVE at 武道館 Columbus' Egg '90 (1990)
- the echo of echoes -LIVE RUST TOKYO 1981-1991- (1991)
- ONE NIGHT STAND IN THE ZOO (2001/7/18)